# Campeonato Europeo de Piragüismo en Aguas Tranquilas de 1997
El I Campeonato Europeo de Piragüismo en Aguas Tranquilas se celebró en Plovdiv (Bulgaria) en el año 1997 bajo la organización de la Asociación Europea de Piragüismo (ECA) y la Federación Búlgara de Piragüismo.
Las competiciones se realizaron en el canal de piragüismo ubicado a un costado del río Maritsa, al oeste de la ciudad búlgara.

## Medallistas

### Masculino
| Evento    | Oro                                                                                           | Plata                                                                                      | Bronce                                                                                       |
| --------- | --------------------------------------------------------------------------------------------- | ------------------------------------------------------------------------------------------ | -------------------------------------------------------------------------------------------- |
| K1 200 m  | Vince Fehérvári · Hungría · 34,973 s                                                          | Grzegorz Kotowicz · Polonia · 35,818 s                                                     | Ezio Caldognetto · Italia · 36,183 s                                                         |
| K2 200 m  | Vince Fehérvári · Róbert Hegedűs · Hungría · 32,058                                           | Florin Scoică · Romică Șerban · Rumania · 32,628                                           | Maciej Freimut · Adam Wysocki · Polonia · 32,743                                             |
| K4 200 m  | Vince Fehérvári · István Beé · Gyula Kajner · Zoltán Páger · Hungría · 29,023                 | Anatoli Tishchenko · Oleg Gorobi · Serguei Verlin · Alexandr Ivanik · Rusia · 29,213       | Grzegorz Kotowicz · Piotr Markiewicz · Marek Witkowski · Adam Wysocki · Polonia · 29,473     |
| K1 500 m  | Botond Storcz · Hungría ·                                                                     | Grzegorz Kotowicz · Polonia ·                                                              | Geza Magyar · Rumania ·                                                                      |
| K2 500 m  | Beniamino Bonomi · Luca Negri · Italia · 1:32,699                                             | Maciej Freimut · Adam Wysocki · Polonia · 1:33,449                                         | Péter Almási · Róbert Hegedűs · Hungría · 1:33,654                                           |
| K4 500 m  | Zoltán Kammerer · Botond Storcz · Ákos Vereckei · Róbert Hegedűs · Hungría · 1:23,244         | Grzegorz Andziak · Piotr Olszewski · Mariusz Wieczorek · Paweł Łakomy · Polonia · 1:23,619 | Anatoli Tishchenko · Oleg Gorobi · Serguei Verlin · Alexandr Ivanik · Rusia · 1:24,414       |
| K1 1000 m | Botond Storcz · Hungría · 3:30,380                                                            | Knut Holmann · Noruega · 3:30,535                                                          | Beniamino Bonomi · Italia · 3:35,605                                                         |
| K2 1000 m | Antonio Rossi · Luca Negri · Italia · 3:11,546                                                | Grzegorz Kotowicz · Dariusz Białkowski · Polonia · 3:12,091                                | Andrian Dushev Milko Kazanov Bulgaria 3:13,751                                               |
| K4 1000 m | Zoltán Kammerer · Zsombor Borhi · Péter Almási · Róbert Hegedűs · Hungría · 2:54,848          | Juraj Bača · Michal Riszdorfer · Martin Hluško · Zsolt Bogdány · Eslovaquia · 2:55,888     | Piotr Markiewicz · Adam Seroczyński · Marek Witkowski · Grzegorz Kaleta · Polonia · 2:56,043 |
| C1 200 m  | Slavomír Kňazovický · Eslovaquia · 40,118                                                     | Alexandr Maseikov · Bielorrusia · 40,658                                                   | Mijail Slivinski · Ucrania · 40,963                                                          |
| C2 200 m  | Pavel Konovalov · Vladimir Ladosha · Rusia · 35,998                                           | Miklós Buzál · Attila Végh · Hungría · 36,328                                              | Dimitar Atanasov Stanimir Atanasov Bulgaria 36,563                                           |
| C4 200 m  | Vladislav Polzunov · Alexandr Kostoglod · Pavel Konovalov · Vladimir Ladosha · Rusia · 33,528 | Slavomír Kňazovický · Juraj Filip · Peter Páleš · Csaba Orosz · Eslovaquia · 33,973        | Petr Fuksa · Pavel Bednář · Tomáš Křivánek · Petr Procházka · República Checa · 34,013       |
| C1 500 m  | Nikolai Bujalov Bulgaria 1:55,487                                                             | Martin Doktor · República Checa · 1:56,217                                                 | György Kolonics · Hungría · 1:56,652                                                         |
| C2 500 m  | Paweł Baraszkiewicz · Daniel Jędraszko · Polonia · 1:48,658                                   | György Kolonics · Csaba Horváth · Hungría · 1:49,442                                       | Pavel Konovalov · Vladimir Ladosha · Rusia · 1:50,937                                        |
| C4 500 m  | Csaba Horváth · Béla Belicza · László Szuszkó · Csaba Hüttner · Hungría · 1:35,654            | Marcel Glăvan · Antonel Borșan · Cosmin Pașca · Florin Popescu · Rumania · 1:37,063        | Martin Marinov Gueorgui Nikolov Rumen Nikolov Blagovest Stoyanov Bulgaria 1:37,588           |
| C1 1000 m | Martin Doktor · República Checa · 3:58,143                                                    | Nikolai Bujalov Bulgaria 3:59,818                                                          | Patrick Schulze · Alemania · 4:00,733                                                        |
| C2 1000 m | György Kolonics · Csaba Horváth · Hungría · 3:36,195                                          | Marcel Glăvan · Antonel Borșan · Rumania · 3:38,120                                        | Lars Kober · Stefan Uteß · Alemania · 3:38,385                                               |
| C4 1000 m | Marcel Glăvan · Antonel Borșan · Cosmin Pașca · Florin Popescu · Rumania · 3:15,911           | László Szuszkó · Csaba Hüttner · Gábor Balgovits · Gábor Fürdök · Hungría · 3:17,191       | Paweł Baraszkiewicz · Daniel Jędraszko · Paweł Midloch · Piotr Midloch · Polonia · 3:18,511  |

### Femenino
| Evento    | Oro                                                                           | Plata | Bronce |
| --------- | ----------------------------------------------------------------------------- | --- | --- |
| K1 200 m  | Josefa Idem · Italia · 41,018 s                                               | Ursula Profanter · Austria · 41,502 s                                                                         | Ingrid Haralamow-Raimann · Suiza · 41,692 s                                                                     |
| K2 200 m  | Izabela Dylewska · Elżbieta Urbańczyk · Polonia · 37,228                      | Beatriz Manchón Portillo · Izaskun Aramburu Balda · España · 37,323                                           | Mariana Limbău · Raluca Ioniță · Rumania · 37,923                                                               |
| K4 200 m  | Mariana Limbău · Raluca Ioniță · Sanda Toma · Elena Radu · Rumania · 33,778   | Belén Sánchez Jiménez · Beatriz Manchón Portillo · Izaskun Aramburu Balda · Ana María Penas · España · 33,888 | Larisa Kosorukova · Natalia Guli · Yelena Tissina · Tatiana Tishchenko · Rusia · 34,428                         |
| K1 500 m  | Josefa Idem · Italia · 1:57,877                                               | Szilvia Mednyánszky · Hungría · 1:58,692                                                                      | Ursula Profanter · Austria · 1:58,827                                                                           |
| K2 500 m  | Beatriz Manchón Portillo · Izaskun Aramburu Balda · España · 1:50,347         | Mariana Limbău · Sanda Toma · Rumania · 1:50,372                                                              | Josefa Idem · Rosetta Ravetta · Italia · 1:50,832                                                               |
| K4 500 m  | Mariana Limbău · Raluca Ioniță · Sanda Toma · Elena Radu · Rumania · 1:34,964 | Kinga Dékány · Andrea Barócsi · Katalin Kovács · Szilvia Szabó · Hungría · 1:36,363                           | Belén Sánchez Jiménez · Beatriz Manchón Portillo · Izaskun Aramburu Balda · Ana María Penas · España · 1:36,998 |
| K1 1000 m | Josefa Idem · Italia · 3:58,519                                               | Ursula Profanter · Austria · 3:59,373                                                                         | Kinga Bóta · Hungría · 4:03,183                                                                                 |
| K2 1000 m | Izabela Dylewska · Elżbieta Urbańczyk · Polonia · 3:38,860                    | Andrea Barócsi · Katalin Kovács · Hungría · 3:39,664                                                          | Mariana Limbău · Sanda Toma · Rumania · 3:40,989                                                                |

## Medallero
| Núm. | País            | Oro | Plata | Bronce | Total |
| ---- | --------------- | --- | ----- | ------ | ----- |
| 1    | Hungría         | 9   | 6     | 3      | 18    |
| 2    | Italia          | 5   | 0     | 3      | 8     |
| 3    | Polonia         | 3   | 5     | 4      | 12    |
| 4    | Rumania         | 3   | 4     | 3      | 10    |
| 5    | Rusia           | 2   | 1     | 3      | 6     |
| 6    | España          | 1   | 2     | 1      | 4     |
| 7    | Eslovaquia      | 1   | 2     | 0      | 3     |
| 8    | Bulgaria        | 1   | 1     | 3      | 5     |
| 9    | República Checa | 1   | 1     | 1      | 3     |
| 10   | Austria         | 0   | 2     | 1      | 3     |
| 11   | Bielorrusia     | 0   | 1     | 0      | 1     |
| 11   | Noruega         | 0   | 1     | 0      | 1     |
| 13   | Alemania        | 0   | 0     | 2      | 2     |
| 14   | Suiza           | 0   | 0     | 1      | 1     |
| 15   | Ucrania         | 0   | 0     | 1      | 1     |
|      | TOTAL           | 26  | 26    | 26     | 78    |